# Cinéma yéménite

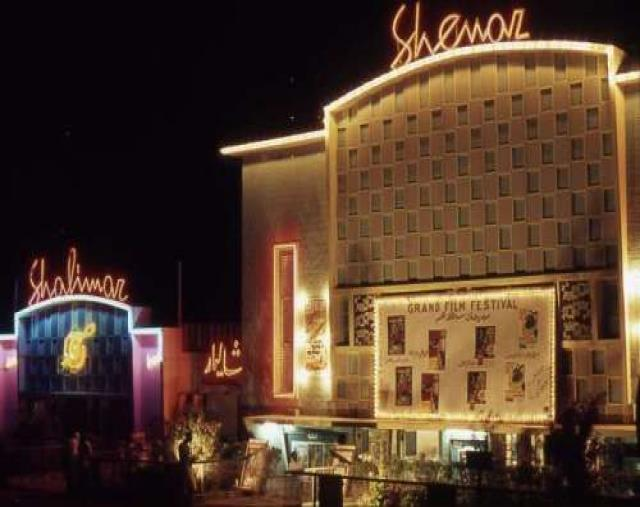
Le cinéma Shenaz situé à Aden, au Yémen

Le cinéma yéménite est relativement peu développé, seuls deux films ont été réalisés en 2008 au Yémen.
Sorti en 2005 au cinéma, A New Day in Old Sana'a traite du mariage d'un jeune homme qui doit faire le choix entre un mariage traditionnel ou vivre avec la femme qu'il aime. Le film s'est heurté à plusieurs difficultés et notamment aux musulmans conservateurs ; un acteur autrichien a été poignardé pour être apparu dans un film, le réalisateur a fait appel à une actrice libanaise pour le rôle principal féminin par réticence des femmes yéménites, le plateau a été pris d'assaut le premier jour du tournage par un groupe d'extrémistes islamiques. Enfin, les administrations gouvernementales posent des problèmes considérables pour le tournage, le scénario, le contenu...
En août 2008, le ministre yéménite de l'intérieur, Mutahar al-Masri soutient le lancement d'un nouveau long métrage visant à éduquer le public sur les conséquences de l'extrémisme islamiste, Le pari perdant, produit par Fadl al-Olfi. L'intrigue suit deux djihadistes yéménites, qui reviennent chez eux après plusieurs années à l'étranger. Ils sont renvoyés par Al-Qaïda pour recruter de nouveaux membres et mener des opérations meurtrières au Yémen.

## Films yéménites

### 2010
- Socotra, the Land of Djinns (2016), 65 min, documentaire, Jordi Esteva
- Rasha (2016), 6 min, cm, documentaire, Sufian Abulohom
- Socotra: The Hidden Land (2015), 40 min, cm, Carles Cardelús
- An Educated Woman (2015), 18 min, cm, documentaire, Katebah Al-Olefi, Khawla Al-Olefi, Emilya Fesunoff Piansay
- Broken Paths (2015), 8 min, cm, policier, Fawzi Yahya
- Moi Nojoom, 10 ans, divorcée (2014), 96 min, Khadija Al-Salami
- The Oscar Nominated Short Films 2014 (2014), 184 min, documentaire
- Yemeniettes (2014), 60 min, documentaire-fiction, Shawn David Thompson
- Mag Mell (2014), 65 min, policier, Mek Leeper
- Socotra: He'r wa Imshin (2014), 37 min, cm, documentaire, Felisa Jiménez
- The Uprising (2013), 78 min, documentaire, Peter Snowdon
- The Mulberry House (2013), 65 min, documentaire,
- From Gulf to Gulf to Gulf (2013), 83 min, documentaire, Shaina Anand, Ashok Sukumaran
- Bayt al toot (2013), 75 min, documentaire, Sara Ishaq
- Al Bayt Al Kabeer (2013), 5 min, cm, Musa Syeed
- Killing Her Is a Ticket to Paradise (2013), drame, Khadija Al-Salami
- Karama Has No Walls (en) (2012), 36 min, documentaire, Sara Ishaq
- Janapar (2012), 79 min, documentaire-fiction, James Newton, Tom Allen
- Unknown Land (2012), 78 min, drame, Manuel de Coco
- Al Sarkha (2012), 80 min, documentaire, Khadija Al-Salami
- Sounds of Oud (2012), 25 min, cm, drame, Ibi Ibrahim
- The Gift Maker (2011), cm, drame, Ziryab Al-Ghabri, Abdurahman Hussain
- The Old Lady Short Film (2010), cm, documentaire, Ziryab Al-Ghabri, Abdurahman Hussain

### 2000
- The Losing Bet (2008) (Le pari perdant)
- Al-rahan al-khasar (2008), 105 min, Fahdel Al-Olofi
- Amina (2006), 75 min, drame, Khadija Al-Salami
- A New Day in Old Sana'a (en) (2005), 86 min, drame, Bader Ben Hirsi
- Une étrangère dans sa ville (2005), 28 min, cm, documentaire, Khadija Al-Salami
- Les femmes et la démocratie au Yémen(2003), 54 min, documentaire, Khadija Al-Salami
- Someone Is Sleeping in My Pain: An East-West Macbeth (2002), 96 min, Michael Roes

## Films tournés au Yémen
- The English Sheik and the Yemeni Gentleman (Americain - 2000)
- Les Mille et Une Nuits (Il fiore delle mille e una notte) (Italien - 1974 - P P Pasolini) - Le film a provoqué une controverse quand on a appris l'existence de scènes érotiques.
- Les Murs de Sanaa (Le mura di sana) (Italien, court métrage - 1964 - P P Pasolini)
- Le schiave esistono ancora (Italien - 1964)

## Réalisateurs yéménites
- Bader Ben Hirsi
- Khadija Al-Salami
- Fahdel Al-Olofi
- Sara Ishaq